# Atlantic Airways
Pour un article plus général, voir Transports et communications aux îles Féroé.
Pour les articles homonymes, voir FLI et Atlantic.
Atlantic Airways (code AITA : RC ; code OACI : FLI) est la compagnie aérienne des îles Féroé. Elle est basée à l'aéroport de Vágar.

## Histoire
Atlantic Airways a été créée en 1987, initialement entre le gouvernement des îles Féroé (51%) et la compagnie aérienne danoise Cimber Air (49%), bien que le gouvernement des îles Féroé en assume la pleine propriété en 1989. Les vols ont commencé entre Vágar et Copenhague le 28 mars 1988 à l'aide d'un British Aerospace 146. Un hangar a été construit à Vágar par le gouvernement des îles Féroé afin de sécuriser la base d'attache d'Atlantic Airways aux îles Féroé, garantissant la disponibilité des installations de maintenance sur les îles.
L'objectif de la nouvelle compagnie aérienne était de développer une industrie aéronautique féroïenne sur une base commerciale et d'assurer aux îles Féroé une liaison aérienne avec le monde extérieur.

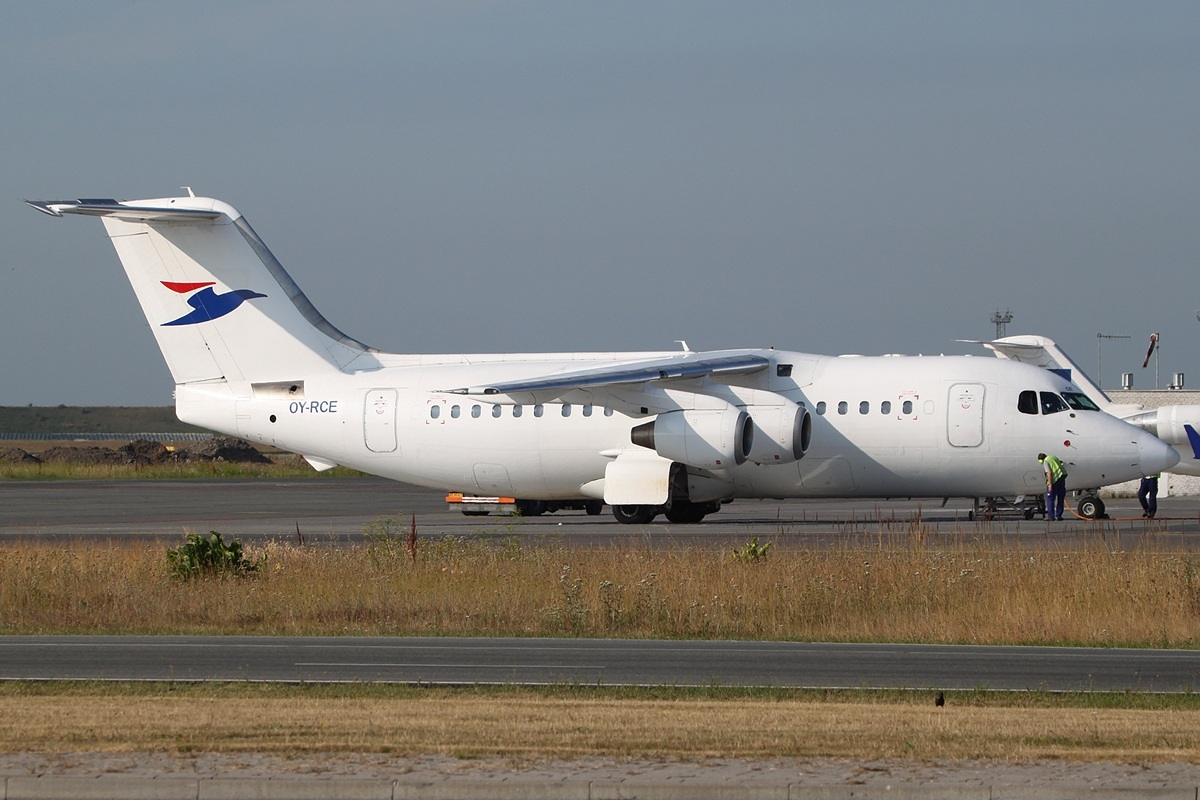
Un ancien Avro Regional Jet RJ85

Bien que les facteurs de charge soient élevés et que le nouveau service soit populaire, Atlantic Airways a connu un début économique turbulent. Les îles Féroé ont souffert d'une grave dépression économique au début des années 90 et, au plus bas en 1992, le gouvernement des îles Féroé a fourni une aide de 75 millions de DKK au transporteur en difficulté. Atlantic Airways ne deviendra rentable qu'en 1995.
Des vols ont été lancés à Reykjavík en 1995 en coopération avec Air Iceland, ainsi qu'à Narsarsuaq au Groenland pendant les mois d'été, en coopération avec Air Iceland . Au cours de la seconde moitié des années 90, Billund au Danemark et Aberdeen au Royaume-Uni ont été ajoutés à l'horaire de vol d'Atlantic Airways.
Avec la multiplication des destinations et du nombre de passagers, ainsi que la stabilisation des finances de la compagnie aérienne, la compagnie a acquis un deuxième BAe 146 ajouté à la flotte en 2000. Ce nouvel avion desservait des destinations comme Londres Stansted en Angleterre et Oslo en Norvège. La croissance du tourisme sur les îles a également permis des vols vers Aalborg, Stavanger, Stord et Édimbourg . Cependant, pour la saison 2006, les services vers Stord ont été interrompus et Edimbourg a été remplacé par les îles Shetland. Atlantic Airways est également entrée sur le marché intérieur britannique en 2006, devenant le seul transporteur à offrir un service direct entre Shetland et Londres, ce qu'elle faisait deux fois par semaine. L'activité intérieure au Royaume-Uni a cessé en 2008.
Atlantic Airways exploite également un service intérieur par hélicoptère, dans de nombreux cas une connexion vitale avec de nombreuses îles, qui ne peuvent autrement être atteintes que par voie maritime. L'hélicoptère s'est avéré un outil essentiel sur les îles depuis les années 1960, lorsque les hélicoptères des navires de la garde côtière danois patrouillant dans les îles Féroé ont entrepris diverses tâches, notamment le transport de matériel et de fournitures entre les îles. Le gouvernement a loué un hélicoptère en 1978 pour ces tâches, mais dans les années 1980, un service d'hélicoptère public commercial a été lancé reliant chacune des îles à l'aide de deux hélicoptères Bell 222.
Au départ, le service d'hélicoptères était une société autonome, SL Helicopters, mais la décision de concentrer l'aviation des îles Féroé en une seule entreprise a conduit le département des hélicoptères à faire partie d'Atlantic Airways en 1994. Les hélicoptères offrent un service aller-retour «hopper» vers chacune des îles, ce qui est également idéal pour les touristes à la recherche de vues aériennes. L'entreprise doit disposer d'au moins un hélicoptère, opérationnel et prêt pour les tâches de recherche et de sauvetage.
L'entreprise a augmenté son chiffre d'affaires de 120 millions en 1998 à 520 millions de DKK en 2006. Atlantic Airways employait 177 personnes en janvier 2007. Atlantic Airways a été cotée à la Bourse d'Islande le 10 décembre 2007.
Le gouvernement des îles Féroé a entamé un processus de privatisation et a vendu 33% de la société lors du premier appel d'offres. Le gouvernement prévoyait de vendre 33% de plus en 2008, mais cela a été annulé en raison de la crise financière,,.
Le premier Airbus A319 d'Atlantic Airways, immatriculé OY-RCG, est entré en service en mars 2012, avec une livrée modifiée. La piste de Vágar nécessitait une extension pour accueillir cet avion. Les deux autres Airbus 319 (OY-RCH et OY-RCI) sont entrés en service en mai et octobre 2013 respectivement. Le bail de ces derniers étant arrivé à expiration fin 2016, un seul a été renouvelé tandis qu'un tout nouvel Airbus A320 a été livré.

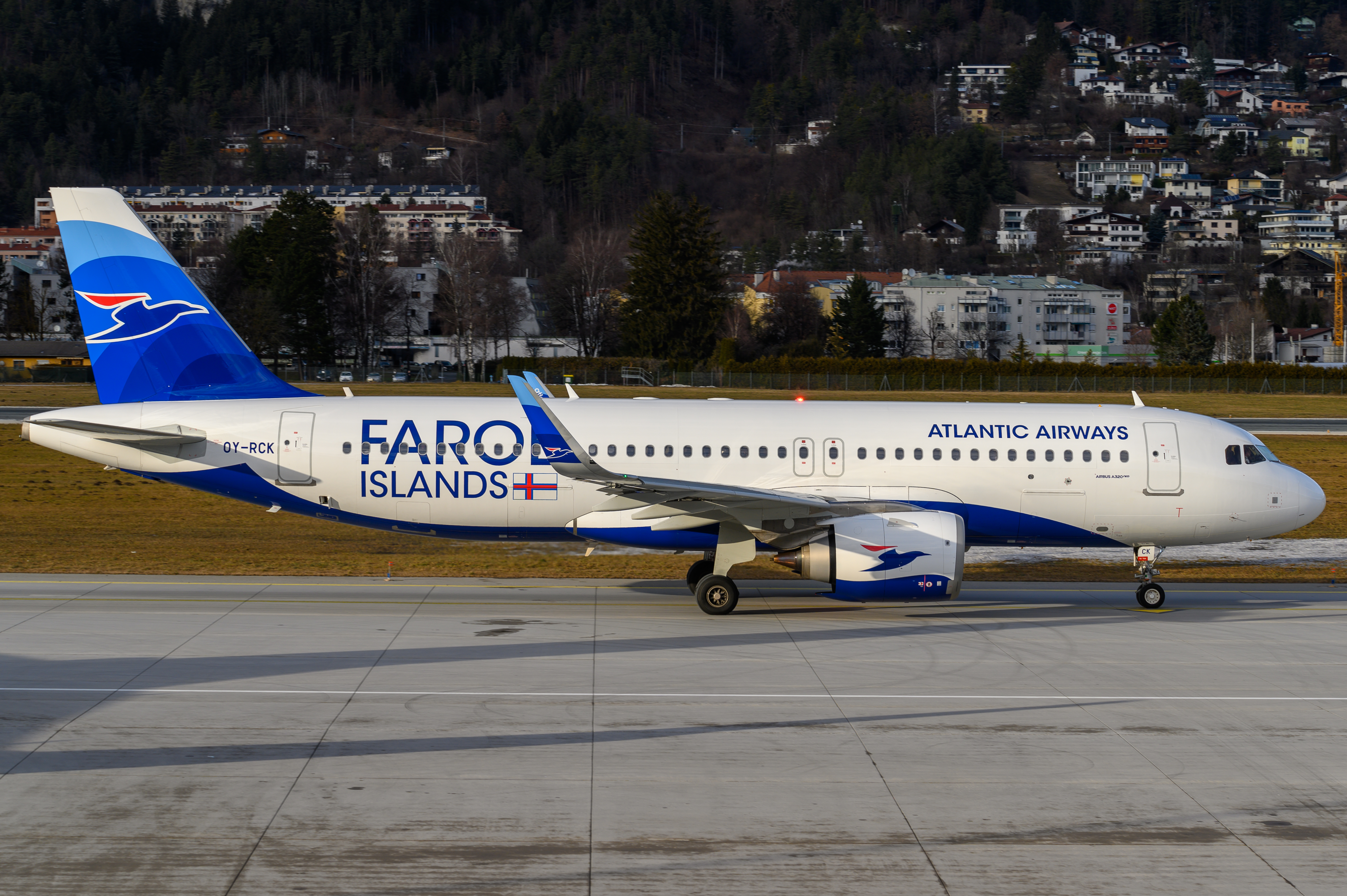
Un Airbus A320neo

Le 3 juin 2015, Jóhanna á Bergi est devenue PDG de l'entreprise. Elle est la première femme à devenir PDG d'une compagnie aérienne nordique.
En décembre 2018, la compagnie aérienne a soumis une demande de services commerciaux aux États-Unis.
Le 13 mars 2020, Atlantic Airways a annoncé la suspension de toutes les routes jusqu'au 13 avril 2020, à l'exception de la route vers Copenhague en raison de la pandémie COVID-19.

## Flotte

### Flotte actuelle

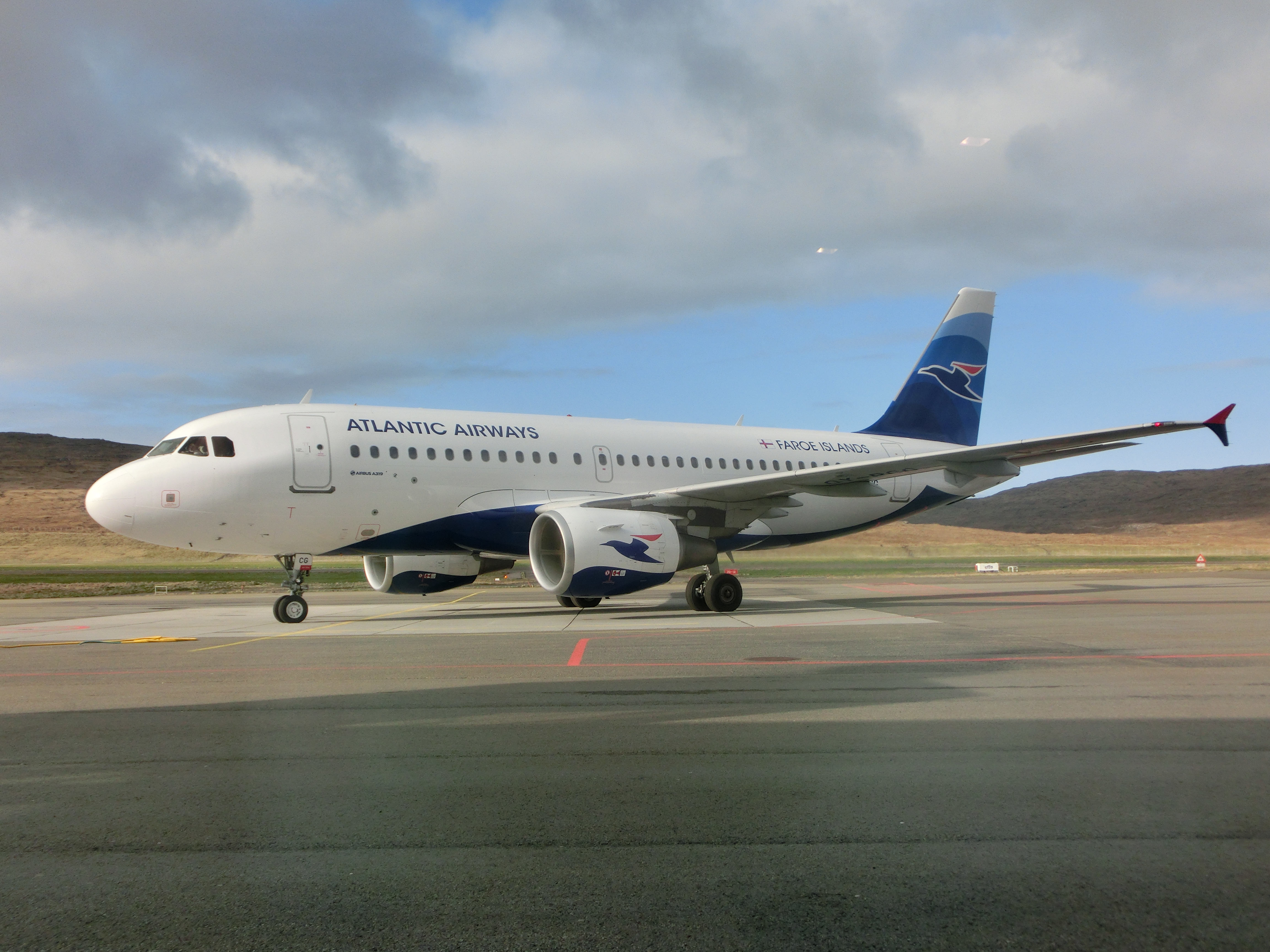
Airbus A319-100 de la compagnie, à l'aéroport de Vágar en 2016.

En janvier 2023, la flotte d'Atlantic Airways, âgée de 4,1 ans, est composée des appareils suivants,, :
| Type                 | En service | Commandes | Passagers |  |
| -------------------- | ---------- | --------- | --------- |  |
| Airbus A320-200      | 1          | —         | 174       |  |
| Airbus A320neo       | 2          | 2         | 174       |  |
| AgustaWestland AW139 | 2          | —         |           |  |
| Total                | 5          | 2         |           |  |

### Flotte historique
Par le passé, Atlantic Airways a opéré les appareils suivants : 
- 2 Airbus A319-100
- 2 Avro RJ85
- 2 Avro RJ100
- 7 BAe 146-200
- 2 hélicoptères Bell 412